# Liste der Kulturdenkmäler in Wellen (Mosel)
In der Liste der Kulturdenkmäler in Wellen sind alle Kulturdenkmäler der rheinland-pfälzischen Ortsgemeinde Wellen aufgeführt. Grundlage ist die Denkmalliste des Landes Rheinland-Pfalz (Stand: 8. Februar 2023).

## Denkmalzonen
| Bezeichnung             | Lage                                              | Baujahr                 | Beschreibung | Bild                           |
| ----------------------- | ------------------------------------------------- | ----------------------- | --- | ------------------------------ |
| Denkmalzone Kalkwerk    | Josef-Schnuch-Straße 5–26, Marienstraße 1–17 Lage | 1910er und 1920er Jahre | Trierer Kalk-, Dolomit- und Zementwerke, bauliche Gesamtanlage aus Fabrik-, Verwaltungs- und Gemeinschaftsbauten sowie Wohnkolonie Mariendorf und Direktorenvilla (Marienstraße 1), nach einheitlichen Konzept in neubarocken Formen errichtet nach Plänen der Firmen Itschert und Zülpin, 1910er und 1920er Jahre | weitere Bilder Fotos hochladen |
| Denkmalzone Moselstraße | Moselstraße 27/38, 35, 35a, 39, 43–46 Lage        | 17. bis 19. Jahrhundert | südwestlicher Bereich des Altdorfes mit Bausubstanz aus dem 17. bis 19. Jahrhundert, kennzeichnendes Straßenbild | BW                             |

## Einzeldenkmäler
| Bezeichnung                           | Lage                                         | Baujahr | Beschreibung                                                          | Bild                           |
| ------------------------------------- | -------------------------------------------- | ------- | --------------------------------------------------------------------- | ------------------------------ |
| Katholische Filialkirche St. Kunibert | Moselstraße 18a Lage                         | 1893    | neugotischer Saalbau, 1893                                            | weitere Bilder Fotos hochladen |
| Hofanlage                             | Moselstraße 27/38 Lage                       | 1689    | Dreiseithof, bezeichnet 1689, Erweiterung 1878                        | BW                             |
| Kellerportal                          | Moselstraße, an Nr. 43 Lage                  | 1613    | Kellerportal, Wappenrelief, bezeichnet 1613                           | Fotos hochladen                |
| Quereinhaus                           | Moselstraße 49 Lage                          | 1859    | Quereinhaus, spätklassizistischer Krüppelwalmdachbau, bezeichnet 1859 | BW                             |
| Wegekreuz                             | südwestlich des Ortes in den Weinbergen Lage | 1836    | klassizistischer Sandsteincippus, bezeichnet 1836                     | Fotos hochladen                |